# 斯寶亞創
斯寶亞創（英語：Stiebel Eltron），總部位於德國霍尔茨明登。

## 歷史
在1924年，德國發明家菲尔德‧斯宝博士（Dr. Theodor Stiebel）於柏林發明了发热丝，以及成立「亞創/托特．斯寶公司」，經改良後，現成為主要生產熱泵製造商，包括即热式电热水器、对流式电采暖器、整合采暖和热水功能的热泵、全电子控制即热式电热水器、热循环通风系统等。

## 香港和中國
香港方面，則在2000年，由愛家（香港）集團有限公司代理該主要產品商。
中國方面，則在2004年，成立「斯宝亚创（广州）科技发展有限公司」，經營营销和推广。

## 員工和辦事處
全球員工數目為3000人，營業額為4.75億歐羅不等，英國營運由常務經理馬克‧麥滿思和技術主任約翰‧費格特主理，以及員工數目14人。

## 外部連結
- 斯寶亞創英國官網 （页面存档备份，存于）
- 斯寶亞創德國官網 （页面存档备份，存于）
- 斯寶亞創美國官網 （页面存档备份，存于）
- 斯寶亞創澳大利亞官網 （页面存档备份，存于）
- 斯寶亞創加拿大官網 （页面存档备份，存于）
- 斯寶亞創南非官網 （页面存档备份，存于）
- 日本斯寶股份有限公司官網 （页面存档备份，存于）
- 愛家（香港）集團有限公司官網 （页面存档备份，存于）